# جرج آوو
جورج آوو (انگلیسی: George Owu؛ زادهٔ ۷ ژوئیهٔ ۱۹۸۲) یک بازیکن فوتبال اهل غنا است.
وی همچنین در تیم ملی فوتبال غنا بازی کرده‌است.